# Partito della Madrepatria (Turchia)
Il Partito della Madrepatria (Anavatan Partisi, ANAP) era un partito politico turco.

## Storia
L'Anap è stato fondato nel 1983 da Turgut Özal. È stato al governo dal 1983 al 1993, dal 1995 al 1998 e dal 1999 al 2002. Nel 1983 Ozal è divenuto primo ministro, poi presidente della repubblica dal 1989 al 1993. In questi anni il governo guidato dall'Anap si caratterizzò per un tentativo di liberalizzazione del sistema economico turco. Nel 1987, il governo chiese l'ingresso della Turchia nella Comunità Europea, anche se poco tempo dopo l'Anap considerò i termini di ammissione eccessivamente gravosi.
Dopo due anni di opposizione (1993-95) l'Anap tornò al governo in coalizione con il Partito della Retta Via, conservatore, e Mesut Yılmaz, leader dell'Anap, divenne primo ministro tra il 1997 ed il 1998.
Alle politiche del 1999, l'Anap ottenne il 14% dei voti e divenne il primo partito turco, conquistando 86 seggi su 365 (il 23,6%) ed entrando a far parte del nuovo governo insieme al Partito del Movimento Nazionalista (MHP) ed al Partito della Sinistra Democratica (DSP).
Alle elezioni del 2002, però, l'Anap ha ottenuto solo il 5,1% dei voti e non è riuscito ad entrare in parlamento. Il sistema elettorale turco prevede uno sbarramento (criticato dall'Unione Europea) particolarmente alto, il 10%. Ciò ha impedito a ben quattro partiti, che hanno conseguito tra il 5,1% ed il 9,6% dei voti, di entrare in parlamento. Gli unici due partiti sono stati il Partito per la Giustizia e lo Sviluppo (islamico-conservatori) e il Partito Popolare Repubblicano (Kemalisti, sinistra nazionalista). L'Anap grazie ad alcune divisioni nel PGS ed all'adesione di alcuni indipendenti oggi può, però, contare su 22 deputati.
Nell'ottobre 2009 l'ANAP è confluito nel Partito Democratico, conservatore.

## Ideologia
L'Anap si caratterizza per essere un partito liberal-conservatore. Ha fatto proprie le istanze della classe media turca, soprattutto delle grandi città, in particolare Istanbul. Si è posto, insieme al Partito della Retta Via, quale alternativa allo strapotere dei kemalisti (PPR). È favorevole alla riduzione del ruolo dello Stato nell'economia, all'incremento del libero mercato e ad un maggior ruolo della religione islamica nella sfera pubblica e politica.